# Теобалд (Бавария)
Теобалд (на немски: Theudebald; Theobald, Theodolt; † 719) от династията Агилолфинги, e херцог на Бавария – Пасау или Залцбург.

## Живот
Той е вторият син на херцог Теодо II и Фолхайд. Брат е на Теудеберт, Гримоалд II и Тасило II.
Женен е първо за Валтрата и след това за Пилитруда и няма деца.
От 711 до 717 г. той е съ-регент на баща си. През 712 г. баща му разпределя херцогството между синовете си и той получава Херцогство Пасау или Залцбург.
Умира през 719 г. две години след баща си. След неговата смърт брат му Гримоалд II се жени за вдовицата му Пилитруда.